# Chlorbenzotrichloride
Die Chlorbenzotrichloride bilden eine Stoffgruppe, die man als halogenierte Benzotrichloride auffassen kann. Durch die unterschiedliche Anordnung der Substituenten ergeben sich drei Konstitutionsisomere mit der Summenformel C7H4Cl4.

## Vertreter
| Gefahrensymbol | Gefahrensymbol | Gefahrensymbol |

| keine Einstufung verfügbar |

| Gefahrensymbol | Gefahrensymbol |

## Darstellung
4-Chlorbenzotrichlorid entsteht aus einem Gemisch von 4-Chlorbenzotrifluorid und Aluminiumtrichlorid (wasserfrei) mit anschließender Zugabe von Siliciumtetrachlorid; das Reaktionsgemisch wird im Vakuum destilliert.

## Verwendung
Chlorbenzotrichloride werden als Zwischenprodukte bei der Herstellung von Herbiziden, Farbstoffen, Desinfektions- und Arzneistoffen verwendet.